# Geminella ceramensis
Geminella ceramensis is een hydroïdpoliep uit de familie Sertulariidae. De poliep komt uit het geslacht Geminella. Geminella ceramensis werd in 1925 voor het eerst wetenschappelijk beschreven door Billard. 